# 礼節
| ウィキペディアには「礼節」という見出しの百科事典記事はありません（タイトルに「礼節」を含むページの一覧/「礼節」で始まるページの一覧）。 代わりにウィクショナリーのページ「礼節」が役に立つかもしれません。 |